# Do You Know the Way to San José
 (décembre 2021).
Singles de Dionne Warwick
La voce del silenzio
(1968) Who Is Gonna Love Me
(1968)
Pistes de Dionne Warwick in Valley of the Dolls (en)
Silent Voices
(A5) For the Rest of My Life
(B2)
Do You Know the Way to San José est une chanson américaine de Dionne Warwick composée par Burt Bacharach sur des paroles de Hal David et sortie en 1968.
Elle est classée à la fois no 10 au Billboard Hot 100, no 4 au Hot Adult Contemporary Tracks, no 23 au Hot R&B/Hip-Hop Songs et no 8 au UK Singles Chart.
En 1969, Warwick reçoit pour Do You Know the Way to San José le Grammy Award de la meilleure chanteuse pop ou de variété.
La chanson est depuis devenue un standard.

## Récompenses
- 1969 : Grammy Award de la meilleure chanteuse pop ou de variété.

## Versions
Enregistrée en anglais (sauf mentions contraires) par :
- Bruce Abbott
- Ed Ames
- The Avalanches
- Burt Bacharach
- Baja Marimba Band	(instrumental)
- The Brass Ring (instrumental)
- The Carpenters
- Lee Castle (instrumental)
- Ray Conniff
- Floyd Cramer
- Xavier Cugat (instrumental)
- De-Phazz (instrumental)
- Neil Diamond
- Carl Doy (instrumental)
- Kurt Edelhagen (instrumental)
- Percy Faith (instrumental)
- Arthur Fiedler (instrumental)
- Roberta Flack
- Connie Francis
- Frankie Goes to Hollywood
- Gloria Gaynor
- Ron Goodwin (instrumental)
- Richard Holmes	(instrumental)
- Horst Jankowski (instrumental)
- Freedy Johnston
- Anita Kerr
- Michele Lee
- Ramsey Lewis (instrumental)
- Joe Loss (instrumental)
- Geoff Love (instrumental)
- Johnny Mann Singers
- Medeski, Martin and Wood (instrumental)
- Buddy Merrill (instrumental)
- Tony Mottola
- Trijntje Oosterhuis
- Paper Dolls
- Dave Pike (instrumental)
- RTÉ Concert Orchestra (instrumental)
- Boots Randolph (instrumental)
- Marilyn Scott
- George Shearing (instrumental)
- Nancy Sinatra
- The Temptations avec The Supremes
- Tight Fit
- Bobby Timmons (instrumental)
- Dionne Warwick
- Dionne Warwick en duo avec Celia Cruz
- Pamela Williams (instrumental)
- Yazz

### Utilisation commerciale
En 1968-1969, la chanson est utilisée dans plusieurs campagnes publicitaires de Chrysler-Dodge pour promouvoir la Dodge Charger et la Challenger.
En 2003, la chanson est utilisée sous le titre Do You Know the Way To Use e-Bay dans une campagne publicitaire de la société eBay, basée à San José.
Depuis 2001, la chanson fait partie du programme musical du Disney California Adventure.